# Michele Scherillo
Michele Scherillo (Napoli, 26 settembre 1860 – Milano, 8 settembre 1930) è stato un critico letterario e politico italiano.
Fu senatore del Regno d'Italia nella XXVI legislatura.

## Biografia
Dopo aver conseguito la laurea in Giurisprudenza nell'Università degli Studi di Napoli Federico II, si dedicò agli studi letterari e frequentò in particolare le lezioni di Francesco D'Ovidio, «il quale aveva portato nell'università napoletana il metodo severo della scuola inaugurata dal D'Ancona e l'interesse per gli studi romanzi». Dallo stesso D'Ovidio il giovane Scherillo fu indirizzato a una ricerca storica sulla maschera di Pulcinella , cui fece poi seguito una serie di studi sulla commedia dell'arte. Da notare che «l'opera buffa napoletana non aveva avuto uno storico, prima di allora».
Nel 1893 ottenne la cattedra di letteratura italiana nell'Accademia scientifico-letteraria di Milano, dove poi continuò a insegnare come professore ordinario per il resto della sua vita, oltre a ricoprire cariche politiche come quella di consigliere comunale di Milano. Nel 1923 fu eletto senatore. Presso l'Università degli Studi di Milano (nella quale la suddetta accademia era confluita) fu preside della Facoltà di Lettere, nonché direttore dell'annessa Scuola pedagogica. Fu tra i primi studiosi del cosiddetto "indovinello veronese".

## Tra De Sanctis e D'Ovidio
Al rigoroso metodo storico appreso dal D'Ovidio, Scherillo restò sempre fedele. Lo dimostra, tra l'altro, l'approccio storico ed erudito delle sue ampie indagini condotte in particolare su Dante e su Manzoni. Tuttavia egli «non dimenticò mai l'umanità e la forza geniale dell'insegnamento desanctisiano; anzi ne condivise sostanzialmente i fondamenti critici e certo vigoroso entusiasmo espressivo». Della discussa critica estetica condivise tra l'altro il famoso giudizio negativo sul Paradiso dantesco, con la sua rappresentazione del soprannaturale che non rientrerebbe nei canoni crociani della poesia. Scherillo ebbe a definire De Sanctis come interprete meraviglioso del più meraviglioso dei poeti, ossia di Dante.
È difficile peraltro riconoscere un impianto teorico nella molteplice varietà della produzione di Scherillo, che spazia dal teatro musicale alla letteratura napoletana del Quattrocento (con specifica attenzione a Giovanni Pontano e Jacopo Sannazaro), da Dante a Machiavelli, da Alfieri a Parini, da Leopardi al venerato Manzoni, senza dire di tante altre figure letterarie più o meno di primo o di secondo piano.
In una delle sue rare teorizzazioni, Scherillo fa una chiara professione di fede positivistica, allorché paragona la professione del critico letterario a quella del medico: «Il critico deve rassegnarsi alla parte di quei medici che, fatta un'accurata diagnosi, dichiarano all'infermo che il suo caso è disperato e si raccomandi a Domenedio».

## Opere
- Pulcinella prima del secolo XIX. Saggio storico, Ancona, Tipografia Civelli, 1880.
- Vincenzo Bellini: note aneddotiche e critiche, Ancona, A. G. Morelli, 1882.
- La commedia dell'arte in Italia. Studi e profili, Torino, Ermanno Loescher, 1884.
- Alcune fonti provenzali della Vita Nova di Dante, in «Atti della R. Accademia di archeologia, lettere e belle arti di Napoli», XIV (1889-1890), pp. 201–316.
- L'Arminio del Pindemonte e la poesia bardita, in «Nuova Antologia», 16 aprile 1892.
- Alcuni capitoli della biografia di Dante, Torino, Loescher, 1896.
- Beltram del Bormio. Il canto XVIII dell'Inferno, in «Nuova Antologia», XXXII, 1897.
- Poesie di Giuseppe Parini scelte e illustrate per le persone colte e per le scuole da Michele Scherrillo, Introduzione e commento, Milano, Ulrico Hoepli, 1900.
- Matelda svelata, in «Rivista d'Italia», III, 1900, pp. 424–429.
- I limiti della poesia, Milano, Stabilimento tipografico G. Martinelli e C., 1902.
- Il monologo nella tragedia alfieriana, in «Rivista d'Italia», II, 1903, pp. 51–56.
- Dai tempi antichi ai tempi moderni: da Dante al Leopardi, Milano, Hoepli, 1904.
- Dante, la Vita Nuova, Introduzione e commento, Milano, Ulrico Hoepli, 1911.
- L'opera buffa napoletana durante il Settecento, Palermo, Sandron, 1916.
- Un uomo di stato del Rinascimento: Giovanni Pontano, in «Nuova Antologia», 16 giugno 1920, pp. 101–117.
- Matelda, il canto XXVIII del Purgatorio, in «Emporium», 1921, pp. 285–302.
- La Vita Nuova e il Canzoniere, Milano, Ulrico Hoepli, 1921.
- Manzoni intimo, tre volumi, Milano, Ulrico Hoepli, 1923.
- Storia della letteratura italiana, opera rimasta incompiuta, della quale Scherillo riuscì a pubblicare solo i primi due volumi: Le origini (1919) e Il Rinascimento (1926), entrambi editi da Hoepli.